# Lygisma
Lygisma là chi thực vật có hoa trong họ Apocynaceae.

## Các loài
- Lygisma angustifolium (Wight) Hook.f., 1883
- Lygisma calcicola (M.R.Hend.) Schneidt, Meve & Liede, 2018
- Lygisma flavum (Ridl.) Kerr, 1939
- Lygisma inflexum (Costantin) Kerr, 1939 - cầu thư.
- Lygisma nervosum Kerr, 1939